# Salamanca, Guanajuato
Salamanca là một đô thị thuộc bang Guanajuato, México. Năm 2005, dân số của đô thị này là 233623 người.